# Ricarda Zimmerer
Ricarda Zimmerer (* 6. Juli 1996 in München) ist eine deutsche Schauspielerin.
Sie spielte die Rolle der Kathrin im Kinofilm Hanni & Nanni. Zudem wirkte sie 2010 an der Seite von Hannelore Elsner in der Produktion des Bayerischen Rundfunks Alles Liebe mit. 2011 stand sie außerdem für den Kinofilm Clara und das Geheimnis der Bären in der Hauptrolle der Clara vor der Kamera. Nach einer Rolle im Fernsehfilm Tatort: Der sanfte Tod (2014) wirkte sie 2016 in Der Hund begraben erneut in einem Kinofilm mit.

## Filmografie
- 2010: Alles Liebe (Fernsehfilm)
- 2010: Hanni & Nanni
- 2011: Neben meinem Bruder
- 2012: Clara und das Geheimnis der Bären
- 2014: Tatort: Der sanfte Tod
- 2016: Der Hund begraben